# SegaSonic Cosmo Fighter Galaxy Patrol
SegaSonic Cosmo Fighter Galaxy Patrol est un jeu de tir sorti sur borne d'arcade en 1991. 

## Système de jeu
Le joueur incarne Sonic à bord d'un vaisseau spatial rouge et doit poursuivre Eggman.